# Hyves
Hyves — одна из популярнейших социальных сетей Нидерландов, которая конкурирует с такими лидерами как Facebook и MySpace. Основной аудиторией социальной сети являются голландцы. История Hyves началась в 2004 году, благодаря её основателям — Раймонду Спаньяру (Raymond Spanjar), Куну Каму (Koen Kam) и Флорису Росту ван Тоннингену (Floris Rost van Tonningen).
В мае 2010 г. Hyves насчитывала 10,3 млн участников. Это, ни много ни мало, две трети всего голландского населения, которое составляло 16 млн человек. Это достаточно большая цифра, даже несмотря на то, что в это количество входили дополнительные, вторые, учётные записи участников и неактивные аккаунты. За 1,5 года количество зарегистрировавшихся увеличилось на 2 млн человек. Hyves — бесплатный сервис, который предоставляет дополнительные услуги за платное членство Premium (Gold Membership). VIP-члены могут пользоваться дополнительными функциями, как, например, множество различных смайликов в сообщениях, возможность загружать фотографии большого размера и прочее. Стандартные же пользовательские функции всегда будут бесплатными, как сообщают создатели этой социальной сети.

## История
История социальной сети Hyves стартовала в сентябре 2004 года. Создатели хотели назвать сеть «hives», что означает «улей». Это слово, по их мнению, точнее всего выражает суть социальных сетей. Но, к сожалению создателей, доменное имя hives.nl оказалось занятым и пришлось изменить одну букву в названии, чтобы, хотя бы так, слово напоминало «hives».
В мае 2006 года стало известно, что голландская полиция использовала Hyves в своем расследовании — в поисках подозреваемых в преступлении. Информация, загруженная подозреваемыми на сервис, находится на проверке.
13 декабря 2007 года Hyves была названа самой популярной социальной сетью этого года в Нидерландах. В апреле 2008 года голландский медиамагнат Йоп ван ден Энде (Joop van den Ende) заинтересовался Hyves и проявил желание заняться продвижением сети за рубежом и обеспечить её также сервисами для мобильных телефонов.
В июле 2009 года был изменён дизайн сайта. Новый интерфейс оказался удобнее, привлекательнее, а фотография профиля теперь стала квадратного, стандартного формата.
В рождественской речи 2009 года королева Голландии Беатрикс высказалась негативно об этой социальной сети и о сайте hyves.nl. В ответ, один из основателей, предложил ей бесплатно создать аккаунт, чтобы она могла на себе испытать Hyves.
В 2010 году был приостановлен рост популярности Hyves, потому что Twitter и Facebook стали стремительно обгонять эту сеть. Команда разработчиков предпринимает дополнительные меры, цель которых — догнать и перегнать конкурентов. Меры оказались успешными, и в апреле 2010 года в Hyves уже насчитывалось около 10 млн. профилей. Несмотря на распространенное мнение, что это исключительно молодёжная социальная сеть, по статистике, средний возраст участников составил 30 лет. В этом же месяце, в апреле, создатели внедрили игры, в которые участники могут играть между собой, а также платежную систему, позволяющую пересылать деньги друзьям. Слово «Hyven» (Hyving) стало настолько распространенным в голландском языке, что было включено в авторитетный словарь ван Даля.
Несмотря на то, что популярность Facebook в Нидерландах растет, Hyves остается самой популярной социальной сетью в этой стране с 10,6 млн пользователей, 68 % которых регулярно посещают сайт. В ноябре 2010 года Hyves была продана компании Telegraaf Media Groep.

## Выборы на Hyves
В феврале 2006 года появилась первая учетная запись, принадлежавшая голландскому политику. Им оказался Воутер Бос (Wouter Bos). За ним последовал тогдашний премьер-министр Ян Петер Балкененде (Jan Peter Balkenende). Политики разглядели в социальной сети способ общаться со своей целевой аудиторией, приобретать новых сторонников, формировать о себе положительное мнение, а также следить за своей популярностью.
Когда в Нидерландах проходили выборы в 2010 году, социальная сеть Hyves стала активной площадкой в предвыборной кампании: лидеры партий, имеющие аккаунты в социальной сети, впервые в истории устроили чат-дебаты между собой при поддержке Hyves. Нынче популяризация через сеть получила название «сарафанное радио», или «маркетинг из уст в уста».

## Ролевые игры
В Hyves есть возможность играть в ролевые игры. Основной возраст игроков, которые пользуются этой возможностью, колеблется от 12 до 20 лет. Большинство из них предпочли быть героями сериалов My Little Pony: Friendship Is Magic, Pokemon, Inazuma Eleven, а также героями других популярных анимационных телесериалов.

## Особенности
Чтобы создать профиль в Hyves, не нужно никаких специальных знаний, как, например, знание HTML. Достаточно просто заполнить анкету и загрузить профиль необходимым содержимым (текст, фотографии).

## Конфиденциальность
Вся личная информация пользователя доступна посетителям Hyves. Если же пользователь хочет ограничить доступ к информации о себе, то он может сделать её доступной только для друзей, или друзей и их друзей (и прочие варианты настройки). Также настройки позволяют не получать сообщения от нежелательных людей, либо вообще закрыть возможность писать сообщения. Таким образом, настройки конфиденциальности позволяют фильтровать круг своего общения.